# 王丕烈
王丕烈，字述文、號東麓，江蘇省松江府華亭縣（今上海市松江區）人，清朝政治人物、进士出身。
雍正五年，登進士，改庶吉士。雍正八年，任翰林院編修。雍正九年，任江南道監察御史。雍正十一年，任吏科給事中、廣東廣韶學政、會試同考官。后任戶科掌印給事中。乾隆四年，任福建興泉永道。乾隆六年，任福建按察使司按察使；次年改河南按察使司按察使。